# كلوندايك (فلم 2022)
كلوندايك، فيلم درامي أوكراني لعام 2022 من تأليف وإخراج وتحرير مارينا إر غورباتش. الفيلم من بطولة أوكسانا تشيركاشينا في دور امرأة حامل تعيش بالقرب من الحدود الأوكرانية الروسية خلال الحرب في دونباس وسقوط طائرة رحلة الخطوط الجوية الماليزية رقم 17. عُرضّ كلوندايك لأول مرة في مهرجان صاندانس السينمائي في 21 يناير 2022، حيث فاز بجائزة السينما العالمية الدرامية في الإخراج. وفي مهرجان برلين السينمائي الدولي، حصل على المركز الثاني في فئة جائزة جمهور البانوراما.

## طاقم العمل
- أوكسانا تشيركاشينا بدور إيرا
- سرهي شادرين بدور توليك
- أوليغ ششيربينا بدور يوريك، الأخ الأصغر لإيرا

## الجوائز
| السنة | الجائزة                       | الفئة                                   | المستلم           | النتيجة | م.    |
| ----- | ----------------------------- | --------------------------------------- | ----------------- | ------- | ----- |
| 2022  | مهرجان صاندانس السينمائي      | مسابقة السينما العالمية الدرامية        | مارينا إر غورباتش | فوز     | [ 4 ] |
| 2022  | مهرجان برلين السينمائي الدولي | جائزة جمهور البانوراما - الفيلم الروائي | كلوندايك          | فوز     | [ 3 ] |

## وصلات خارجية
- كلوندايك  في قاعدة بيانات الأفلام على الإنترنت (بالإنجليزية)